# Parvicardium exiguum
Espèce
Parvicardium exiguum est une espèce de mollusques bivalves de la famille des Cardiidae.

## Répartition et écologie
Elle est présente sur les côtes européennes et nord-africaines. Elle vit dans le sable et peut se rencontrer dans les estuaires.

## Confusions possibles
Sa coquille ressemble à celle des Cerastoderma.

## Classification
Le nom valide complet (avec auteur) de ce taxon est Parvicardium exiguum (Gmelin, 1791).
L'espèce a été initialement classée dans le genre Cardium sous le protonyme Cardium exiguum Gmelin, 1791.
Parvicardium exiguum a pour synonymes :
- Cardium aquilinum Mittre, 1842
- Cardium exiguum var. albina Bucquoy, Dautzenberg & Dollfus, 1892
- Cardium exiguum var. commutata Bucquoy, Dautzenberg & Dollfus, 1892
- Cardium exiguum var. flavida Bucquoy, Dautzenberg & Dollfus, 1892
- Cardium exiguum var. hirta Bucquoy, Dautzenberg & Dollfus, 1892
- Cardium exiguum var. subquadrata Jeffreys, 1864
- Cardium exiguum Gmelin, 1791
- Cardium exile Dunker, 1861
- Cardium helleri Brusina, 1865
- Cardium parasitum O. G. Costa, 1839
- Cardium parvum R. A. Philippi, 1844
- Cardium pygmaeum Donovan, 1800
- Cardium siculum G. B. Sowerby II, 1834
- Cardium stellatum Reeve, 1845
- Cardium subangulatum Scacchi, 1833
- Cerastoderma exiguum (Gmelin, 1791)